# Felix von Cube (Erziehungswissenschaftler)
Felix von Cube (* 13. November 1927 in Stuttgart; † 26. Januar 2020 in Mückenloch bei Heidelberg) war ein deutscher Hochschullehrer und Sachbuchautor.

## Leben
Von Cube bestand im Sommer 1946 am Karls-Gymnasium in Stuttgart das Abitur und studierte danach Mathematik und Biologie in Stuttgart und Tübingen. Nach dem Staatsexamen (1951) arbeitete er zunächst als Lehrer an Stuttgarter Gymnasien. 1957 promovierte er zum Dr. rer. nat. 1963 erhielt er eine Professur für Allgemeine Didaktik an der Pädagogischen Hochschule Berlin. 1970 wechselte er an die Pädagogische Hochschule in Bonn. Von 1974 bis zu seiner Emeritierung war er Professor für Erziehungswissenschaft an der Universität Heidelberg. Er veröffentlichte zahlreiche Bücher zur kybernetischen Didaktik. Unter anderem begründete er eine Theorie zum Prinzip „Flow“ von Mihály Csíkszentmihályi. Von 1973 bis 1981 war er Mitglied des Beirats der Friedrich-Naumann-Stiftung für die Freiheit.
1997 gehörte er zu den Gründern der Prof. von Cube & Kollegen GmbH – BioLogik der Führung und Fortbildung mit Sitz in Heidelberg, die sich die Mitarbeitermotivation von Wirtschaftsunternehmen zum Ziel gesetzt hat.

## Auszeichnungen
- 2006 erhielt er den Wiener-Schmidt-Preis der Gesellschaft für Pädagogik gemeinsam mit der Gesellschaft für Kybernetik.[2]

## Publikationen (Auswahl)
- Führen durch Fordern – Die BioLogik des Erfolgs. Piper, München 2003.
- Lust an Leistung – Die Naturgesetze der Führung. Piper, München 1998.
- Besiege deinen Nächsten wie dich selbst – Aggression im Alltag. Piper, München 1993.
- Gefährliche Sicherheit – Die Verhaltensbiologie des Risikos. Hirzel, Stuttgart 1990.
- Fordern statt Verwöhnen – Die Erkenntnisse der Verhaltensbiologie in der Erziehung. Piper, München 1986.
- Kybernetische Grundlagen des Lernens und Lehrens. Klett-Cotta: Stuttgart 1982.
- Was ist Kybernetik? dtv, München 1976.
- Allgemeinbildung oder produktive Einseitigkeit? Der Weg zur Bildung im Geiste Kerschensteiners. Ernst Klett Verlag, Stuttgart 1960.